# Пачи, Энцо
Энцо Пачи (итал. Enzo Paci; 18 сентября 1911, Монтерадо, Марке — 21 июля 1976, Милан) — итальянский философ, представитель итальянского экзистенциализма.

## Биография
Энцо Пачи родился в окрестностях города Анкона в 1911 году.
Учителем Пачи был философ Антонио Банфи. Диплом Пачи был посвящён диалектике Платона и был опубликован под названием «Значение Парменида для философии Платона», 1938. В 1951 году Пачи был заведующим кафедрой теоретической философии в Павии, в 1958 году перешёл на работу в государственный университет Милана. Философ основал журнал «Aut-Aut» (или-или), который начиная с 1951 года способствовал возникновению многочисленных дебатов и дискуссий по различным предметам. В этом журнале, чьё название отсылает к известной работе Кьеркегора, Пачи, начиная с 1951 года, публиковал по главам свою работу «Основы философского синтеза», являющуюся кратким изложением его идей. Пачи руководил журналом до самой смерти в 1976 году. 
Среди его известных учеников-Джованни Пиана, Карло Сини, Сальваторе Века, Пьер Альдо Роватти, Марио Вегетти, Гвидо Давиде Нери.

## Сочинения
- Enzo Paci, Il significato del Parmenide nella filosofia di Platone, Milano, Principato, 1938.
- Enzo Paci, Principii di una filosofia dell’essere, Modena, Guanda, 1939.
- Enzo Paci, Pensiero, esistenza e valore: studi sul pensiero contemporaneo, Milano-Messina, Principato, 1940.
- Enzo Paci, L’esistenzialismo, Padova, CEDAM, 1943.
- Enzo Paci, Esistenza ed immagine, Milano, Tarantola, 1947.
- Enzo Paci, Socialità della nuova scuola, Firenze, Le Monnier, 1947.
- Enzo Paci, Ingens Sylva. Saggio sulla filosofia di G. B. Vico, Milano, Mondadori, 1949.
- Enzo Paci, Studi di filosofia antica e moderna, Torino, Paravia, 1949.
- Enzo Paci, Il nulla e il problema dell’uomo, Torino, Taylor, 1950.
- Enzo Paci, Esistenzialismo e storicismo, Milano, Mondadori, 1950.
- Enzo Paci, Il pensiero scientifico contemporaneo, Firenze, Sansoni, 1950.
- Enzo Paci, L’esistenzialismo, in Luigi Rognoni e Enzo Paci (a cura di), L’espressionismo e l’esistenzialismo, Torino, Edizioni Radio Italiana, 1953.
- Enzo Paci, Tempo e relazione, Torino, Taylor, 1954.
- Enzo Paci, L’opera di Dostoevskij, Torino, Edizioni Radio Italiana, 1956.
- Enzo Paci, Ancora sull’esistenzialismo, Torino, Edizioni Radio Italiana, 1956.
- Enzo Paci, Dall’esistenzialismo al relazionismo, Messina-Firenze, D’Anna, 1957.
- Enzo Paci, Storia del pensiero presocratico, Torino, Edizioni Radio Italiana, 1957.
- Enzo Paci, La filosofia contemporanea, Milano, Garzanti, 1957.
- Enzo Paci, Diario fenomenologico, Milano, Il Saggiatore, 1961.
- Enzo Paci, Breve dizionario dei termini greci, in Andrea Biraghi (a cura di), Dizionario di filosofia, Milano, Edizioni di Comunità, 1957.
- Enzo Paci, Tempo e verità nella fenomenologia di Husserl, Bari, Laterza, 1961.
- Enzo Paci, Funzione delle scienze e significato dell’uomo, Milano, Il Saggiatore, 1963.
- Enzo Paci, La formazione del pensiero di Husserl e il problema della costituzione della natura materiale e della natura animale " 1967.